# 丁聖儒
丁聖儒（1998年8月22日—）為臺灣男子籃球運動員，場上位置為控球後衛，現效力於台灣職業籃球大聯盟臺北台新戰神。

## 學生生涯
國中就讀桃園大成國中，並代表籃球校隊出賽。高中就讀臺北市立松山高級中學，高一時已是籃球隊上正選名單，到了高二隨隊贏得103學年度高中籃球聯賽（HBL）冠軍，翌年位居HBL亞軍。2015年丁聖儒曾拿下長耀盃MVP。
丁聖儒接著為他學業及籃球赴美國留學，第一年就讀語言學校，第二年先就讀馬紹爾鎮社區學院，與高中小一屆學弟高國豪再次成為隊友，第三年則就讀格倫代爾社區學院，繼而於2019年獲得聖方濟大學的NAIA全額獎學金，入讀該校。2020年，受COVID-19疫情影響，在美國學校球季結束後，隨即返回台灣就讀中原大學，並隨隊贏得大專籃球聯賽公開男二級季軍，同年再度返美就讀完成美國學業。

## 職業生涯
2021年3月1日，P. LEAGUE+宣布桃園領航猿在截止日前註冊了丁聖儒。之後丁聖儒處理完美國學業，返回臺灣隔離完、還在自主健康管理期間，領航猿的球季剛好結束了，最終雙方沒有簽署合約，丁聖儒則於6月30日離隊。2021年7月21日，丁聖儒加盟T1聯盟臺中太陽。
丁聖儒2022年下半年服替代役至2023年1月底結束。2023年7月3日，臺中太陽宣布與丁聖儒終止合約。7月14日，臺北台新總經理林祐廷於T1聯盟新人選秀會中表示丁聖儒確定加入球隊。
2024年11月10日，丁聖儒在對戰新竹御嵿攻城獅的比賽中繳出15分、11籃板、12助攻的大三元表現，成為台灣職業籃球大聯盟首位完成大三元的球員。

## 國家隊生涯
丁聖儒高中畢業後代表中華台北參加2016年亚洲U18青年篮球锦标赛。

## 生涯數據

### 大學
| 賽季    | 球隊       | 聯盟 | GP | MPG  | FG%  | 3P%  | FT%  | RPG | APG | SPG | BPG | PPG |
| ------- | ---------- | ---- | -- | ---- | ---- | ---- | ---- | --- | --- | --- | --- | --- |
| 2019–20 | 聖方濟大學 | NAIA | 28 | 25.7 | .401 | .318 | .840 | 2.2 | 4.1 | 1.4 | 0.1 | 9.1 |
| 2020–21 | 聖方濟大學 | NAIA | 18 | 24.1 | .455 | .533 | .800 | 1.5 | 2.7 | 1.0 | 0.0 | 9.9 |

### 國家隊
| 賽事                | 國家隊   | GP | MPG  | FG%  | 3P%  | FT%  | RPG | APG | SPG | BPG | PPG  |
| ------------------- | -------- | -- | ---- | ---- | ---- | ---- | --- | --- | --- | --- | ---- |
| 2016年U18亞青男籃賽 | 中華台北 | 7  | 23.7 | .400 | .270 | .765 | 2.3 | 2.6 | 1.9 | 0.0 | 10.4 |

## 外部連結
- 丁聖儒的Instagram帳戶
- 丁聖儒在fiba.basketball（英语）
- 丁聖儒在archive.fiba.com（archived）（英语）
- 丁聖儒在台灣職業籃球大聯盟
- 丁聖儒在Eurobasket.com（球員）（英语）
- 丁聖儒在Eurobasket.com（球員）（英语）
- 丁聖儒在RealGM（英语）
- 丁聖儒在Proballers（英语）
- 丁聖儒在Flashscore（英语）